# Eisacktal (Bezirksgemeinschaft)

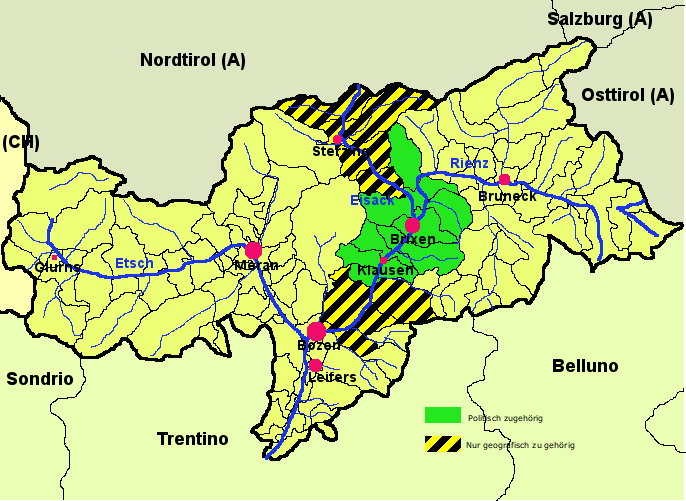
Südtirol mit der Bezirksgemeinschaft Eisacktal in Grün

Die Bezirksgemeinschaft Eisacktal (italienisch Comunità comprensoriale Valle Isarco) wurde 1968 gegründet. Die Bezirksgemeinschaft umfasste ursprünglich 19 Gemeinden des Eisacktals sowie einiger Seitentäler. 1980 erfolgte die Abtrennung der Bezirksgemeinschaft Wipptal, der Großteil des unteren Eisacktals gehört zur Bezirksgemeinschaft Salten-Schlern. Die 13 zusammengeschlossenen Gemeinden erstrecken sich auf einem Gebiet von 624 km² mit rund 50.000 Einwohnern (Stand 2014). Hauptstadt ist Brixen.
Die Gemeinden der Bezirksgemeinschaft sind: Brixen, Barbian, Feldthurns, Klausen, Lajen, Lüsen, Mühlbach, Natz-Schabs, Rodeneck, Vahrn, Villanders, Villnöß und Waidbruck.
Der gesetzliche Vertreter der Bezirksgemeinschaft ist der Präsident der Bezirksgemeinschaft. Er beruft auch den Bezirksrat und den Bezirksausschuss ein und führt in beiden Gremien den Vorsitz. Aktueller Präsident ist Walter Baumgartner. 